# Alfrédovská alej
Alfrédovská alej je chráněná alej u Kostelce (okres Tachov v Plzeňském kraji). Přibližně dvěstěletá alej rostoucí v nadmořské výšce 460 m vede severně od dvora Alfrédov k lesu ve směru na Kladruby a je obklopena golfovým hřištěm. Stromořadí tvoří 101 strom, z toho jsou to v počtu 87 lípy malolisté (Tilia cordata), 8 jírovci maďaly (Aesculus hippocastanum) a 6 javory kleny (Acer pseudoplatanus). Výška stromů se pohybuje mezi 14 až 21 m, obvody kmenů od 180 do 360 cm (měření 1986). Alej je chráněna od roku 1987 pro svoji estetickou hodnotu i jako krajinná dominanta.